# Lechaion
Lechaion (griechisch Λέχαιον) war einer der bedeutendsten antiken Häfen, gelegen bei der Stadt Korinth am Golf von Korinth auf der Peloponnes (Griechenland).

Lage

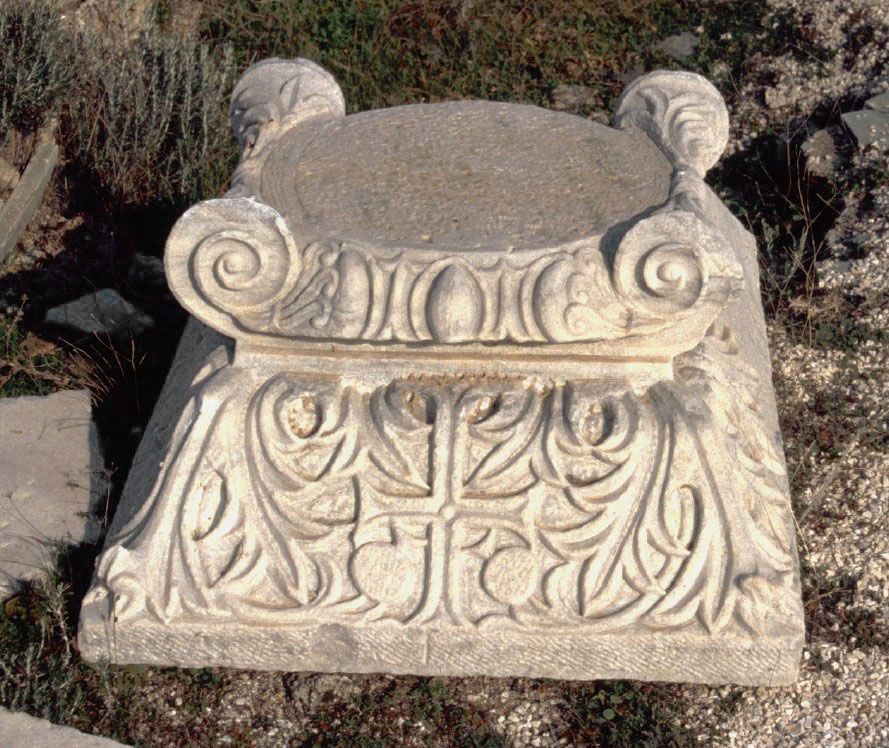
Detail der Basilika

Da der Kanal von Korinth im Altertum noch nicht bestand, wurden die Schiffe in Lechaion entladen, über den Diolkos geschleppt und in Kenchreai am Saronischen Golf wieder beladen, wobei dasselbe auch in umgekehrter Richtung vor sich ging. Der Hafen war seit dem 7. Jahrhundert v. Chr. in Betrieb und war mit Korinth durch eine Straße, deren monumentaler Anfang in der heutigen Ausgrabung der Stadt noch gut sichtbar ist, sowie durch lange Mauern verbunden. Noch 355 n. Chr. wurde der Hafen ausgebaut, heute ist er versandet. Heute sichtbar sind vor allem die Überreste der Lechaion-Basilika, der größten Basilika Griechenlands (224 m Länge), die etwa um 450 n. Chr. unter Kaiser Markianos errichtet und 551 durch ein Erdbeben zerstört wurde.